# Recsung Dordzse Drakpa
Recsung Dordzse Drakpa (wylie: ras chung rdo rje grags pa, 1083-4? – 1161), más néven Recsungpa, a 11. századi buddhista tudós Milarepa két fő tanítványa közül az egyik (a másik Gampópa volt, a dagpo kagyü alapítója). Ő alapította egyben a ma már nem létező recsung hagyományvonalat, amely a tibeti buddhizmus kagyü iskolájának volt az aliskolája.
Recsungpa rendkívül fontos szerepet játszott a Csakraszamvara tantra ezoterikus tanítások továbbadásában, amit úgy is neveznek, hogy demcsok nyengyü (wylie: bde mchog snyan brgyud) vagy recsung nyengyü (wylie: ras chung snyan brgyud). Recsung három alkalommal járt Indiában, ahonnan alapvető fontosságú tanításokkal tért vissza Tibetbe. A tibeti buddhizmusban úgy tartják, hogy Recsungpa állította össze az A hat egyenlő íz című művet indiai források alapján. A szöveget később elrejtette, amelyet később Cangpa Gyare fedezett fel terma formájában, és megalapította a drukpa átadási vonalat.
Recsungpa tanítványa, Gyalva Kjang Cangpa adta tovább a recsung kagyü vonalat a 12. századi jógini, Macsik Ongyónak. A vonal hasonlóképpen került átadásra egészen jelenkorig. Például a 15. csangling rinpocse egyike a vonal tartóinak. Jóllehet a nyugati értelmezésben ő a nyingma iskola „északi kincsek” vonalát képviseli, amelynek egyébként szintén tartója.

### Nyomtatott
- Rechung-pa: Milarépa; ford. Hetényi Ernő; Buddhista Misszió, Bp., 1985
- Chang, Garma C. C., tr. The Hundred Thousand Songs of Milarepa. London: Shambala, 1999. Here are fabulous and imaginative old stories and teaching poetry.
- Chögya Trungpa, ed. The Life of Marpa the Translator: Seeing Accomplishes All. Ill ed. Boston: Taylor and Francis, 1982.
- Evans-Wentz, Walter Yeeling, ed. Tibet's Great Yogi Milarepa. 2nd ed. London: Oxford University Press, 1969. Partial view of the 2000 edition at Google Books.
- Roberts, Peter Alan. The Biographies of Rechungpa: The Evolution of a Tibetan Hagiography. Abingdon, Oxon: Routledge, 2007.
- Thrangu Rinpoche: Rechungpa: A Biography of Milarepa's Disciple. Namo Buddha Publications, 2002, ISBN 0-9628026-8-9

### Internetes
- Rechungpa article at Dharmadictionary
- TBRC P4278 rdo rje grags pa
- Rechungpa – Milarepa’s moon-like student. Archiválva 2018. március 6-i dátummal a Wayback Machine-ben